# Acta Arithmetica
Acta Arithmetica est une revue scientifique mathématique dédiée principalement à la théorie des nombres.
Elle a été créée en 1935 par les mathématiciens polonais Arnold Walfisz et Salomon Lubelski et édité à Warschau. Trois volumes du journal ont paru entre 1935 et 1939.
Depuis le volume 4 datant de 1958, le journal est édité par l'Institut de mathématiques de l'Académie polonaise des sciences. Il paraît régulièrement, en jusqu'à 6 volumes par an, chacun composé de 4 numéros. De 1956 à 1969, l'éditeur-en-chef était Wacław Sierpiński, jusqu'en 1962 avec Arnold Walfisz. Les articles parus dans Acta Arithmetica sont écrits en allemand, russe, français et de plus en plus en anglais.
Le facteur d'impact était de 0,472 en 2012. Dans le classement du Web of Science le journal occupait la 193e place parmi les 295 journaux de la catégorie Mathematiques. Une suite particulière d'articles récents appelés Online First articles sont publiés sous forme électronique et sont en accès libre.

## Autres journaux
- Fundamenta Mathematicae
- Studia Mathematica
- Fundamenta Informaticae, journal d'informatique théorique publié au début (1977) par la société polonaise de mathématiques, maintenant sous les auspices de l'European Association for Theoretical Computer Science, EATCS.
- Liste de revues scientifiques francophones